# Osteocephalus taurinus
Osteocephalus taurinus är en groddjursart som beskrevs av Franz Steindachner 1862. Osteocephalus taurinus ingår i släktet Osteocephalus och familjen lövgrodor. IUCN kategoriserar arten globalt som livskraftig. Inga underarter finns listade i Catalogue of Life.